# Somfa
Somfa (korábban Kornya, románul Cornea) település Krassó-Szörény megye délkeleti részén, Romániában.

## Fekvése
Krassó-Szörény megye délkeleti részén helyezkedik el, a Szemenik- és a Godján-hegység közötti völgyben.

## Története
1539-ben Somffa néven jelenik meg a forrásokban. Neve Kornya formában először 1603-ban említődik, az osztrák-magyar dualizmus idején azonban visszaállítják régi nevét (a község tiltakozása ellenére). A trianoni békeszerződés előtt Krassó-Szörény vármegye teregovai járásához tartozott.

## Lakossága
1910-ben 3181 lakosa volt, ebből 3084 román, 40 magyar, 9 német és 48 egyéb nemzetiségű, főleg cigány.
2002-ben 2178 lakosa volt, 2143 román, 31 cigány, 3 ukrán és 1 magyar.